# Vars-sur-Roseix
Vars-sur-Roseix (Vars en occitan) est une commune française située dans le département de la Corrèze en région Nouvelle-Aquitaine. C'est un petit village agréable à vivre.
Son nom a été modifié le 16 août 1919, de Vars à Vars-sur-Roseix.
Les habitants y sont nommés les Varsois.

## Géographie
Un vieux dicton cite Vars comme le Jardin du Bas Limousin (Vars, lou jardi del bas limouzi).
Situé dans le Sud-Ouest de la Corrèze, à une dizaine de kilomètres de la limite départementale avec la Dordogne, le village de Vars-sur-Roseix dispose d'une vue imprenable sur les villages alentour du fait de sa situation à une altitude de 200 m environ. Dans la vallée, coule le Roseix, un sous-affluent de la Vézère.
Les deux villes les plus proches sont Objat et Brive-la-Gaillarde, la sous-préfecture.
Village, resté à l'écart des circuits touristiques, Vars a su conserver son authenticité, avec ses belles maisons en grès rouge. Composé de huit lieux-dits, en particulier Chantegrêle situé sur la crête opposée, il s'étend dans la vallée, descendant jusqu'au Roseix.

### Climat
Pour des articles plus généraux, voir Climat de la Nouvelle-Aquitaine et Climat de la Corrèze.
Historiquement, la commune est exposée à un climat océanique aquitain.  
En 2020, Météo-France publie une typologie des climats de la France métropolitaine dans laquelle la commune est exposée à un climat océanique altéré et est dans la région climatique  Ouest et nord-ouest du Massif Central, caractérisée par une pluviométrie annuelle de 900 à 1 500 mm, maximale en automne et en hiver.
Pour la période 1971-2000, la température annuelle moyenne est de 12,4 °C, avec  une amplitude thermique annuelle de 15,2 °C. Le cumul annuel moyen de précipitations est de 966 mm, avec 12,8 jours de précipitations en janvier et 7,5 jours en juillet. Pour la période 1991-2020, la température moyenne annuelle observée sur la station météorologique la plus proche, située sur la commune de Voutezac à 7 km à vol d'oiseau, est de 12,2 °C et le cumul annuel moyen de précipitations est de 1 014,2 mm,. Pour l'avenir, les paramètres climatiques de la commune estimés pour 2050 selon différents scénarios d’émission de gaz à effet de serre sont consultables sur un site dédié publié par Météo-France en novembre 2022.

## Urbanisme

### Typologie
Au 1er janvier 2024, Vars-sur-Roseix est catégorisée commune rurale à habitat dispersé, selon la nouvelle grille communale de densité à 7 niveaux définie par l'Insee en 2022.
Elle appartient à l'unité urbaine d'Objat, une agglomération intra-départementale dont elle est une commune de la banlieue,. Par ailleurs la commune fait partie de l'aire d'attraction de Brive-la-Gaillarde, dont elle est une commune de la couronne,. Cette aire, qui regroupe 80 communes, est catégorisée dans les aires de 50 000 à moins de 200 000 habitants,.

### Occupation des sols
L'occupation des sols de la commune, telle qu'elle ressort de la base de données européenne d’occupation biophysique des sols Corine Land Cover (CLC), est marquée par l'importance des territoires agricoles (89,7 % en 2018), en diminution par rapport à 1990 (97,6 %). La répartition détaillée en 2018 est la suivante : 
zones agricoles hétérogènes (70,8 %), prairies (16,1 %), zones urbanisées (6,2 %), terres arables (2,8 %), forêts (2,1 %), zones industrielles ou commerciales et réseaux de communication (1,9 %).
L'évolution de l’occupation des sols de la commune et de ses infrastructures peut être observée sur les différentes représentations cartographiques du territoire : la carte de Cassini (XVIIIe siècle), la carte d'état-major (1820-1866) et les cartes ou photos aériennes de l'IGN pour la période actuelle (1950 à aujourd'hui).

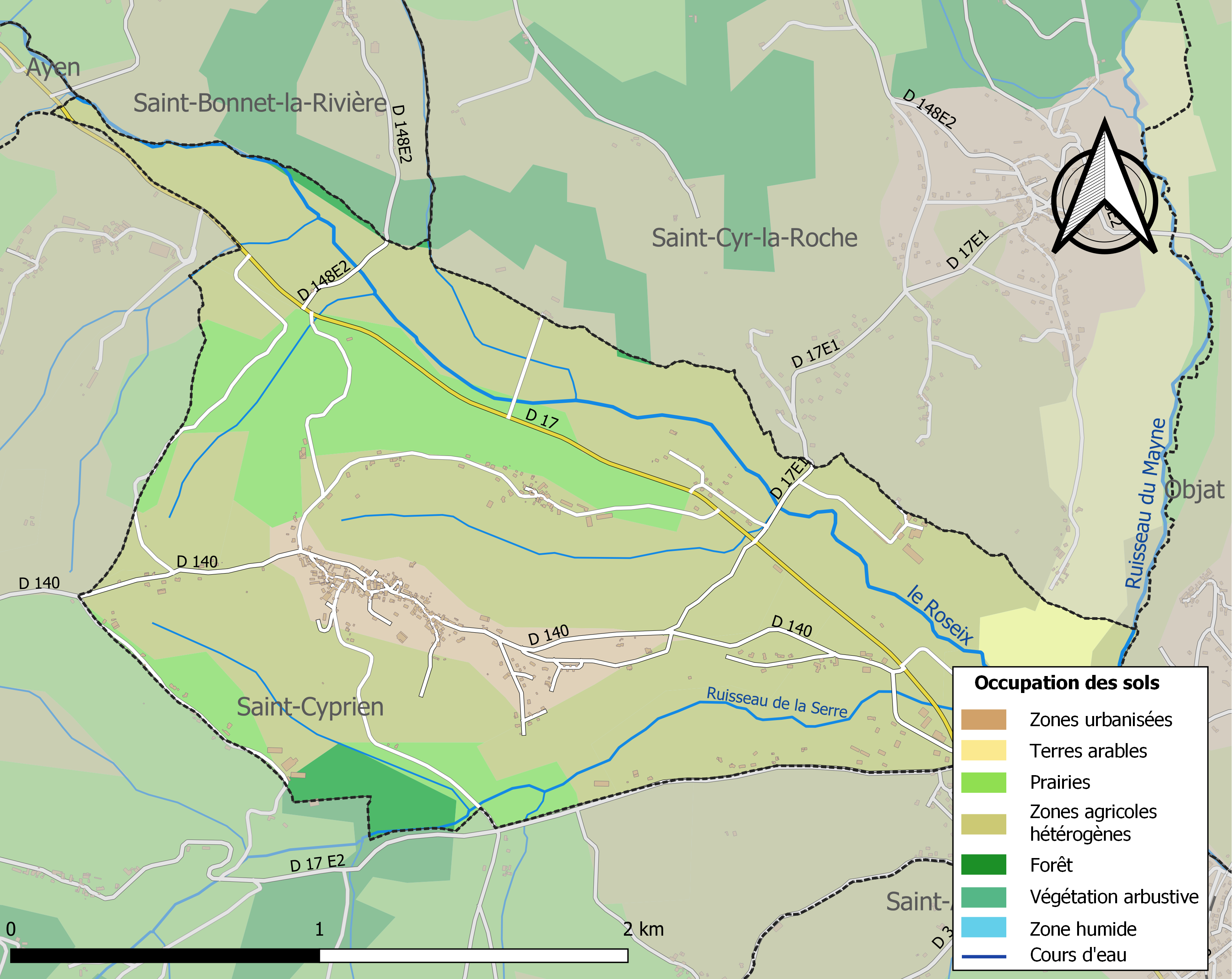
Carte des infrastructures et de l'occupation des sols de la commune en 2018 (CLC).

### Risques majeurs
Le territoire de la commune de Vars-sur-Roseix est vulnérable à différents aléas naturels : météorologiques (tempête, orage, neige, grand froid, canicule ou sécheresse), feux de forêts, mouvements de terrains et séisme (sismicité très faible). Il est également exposé à un risque particulier : le risque de radon. Un site publié par le BRGM permet d'évaluer simplement et rapidement les risques d'un bien localisé soit par son adresse soit par le numéro de sa parcelle.

#### Risques naturels

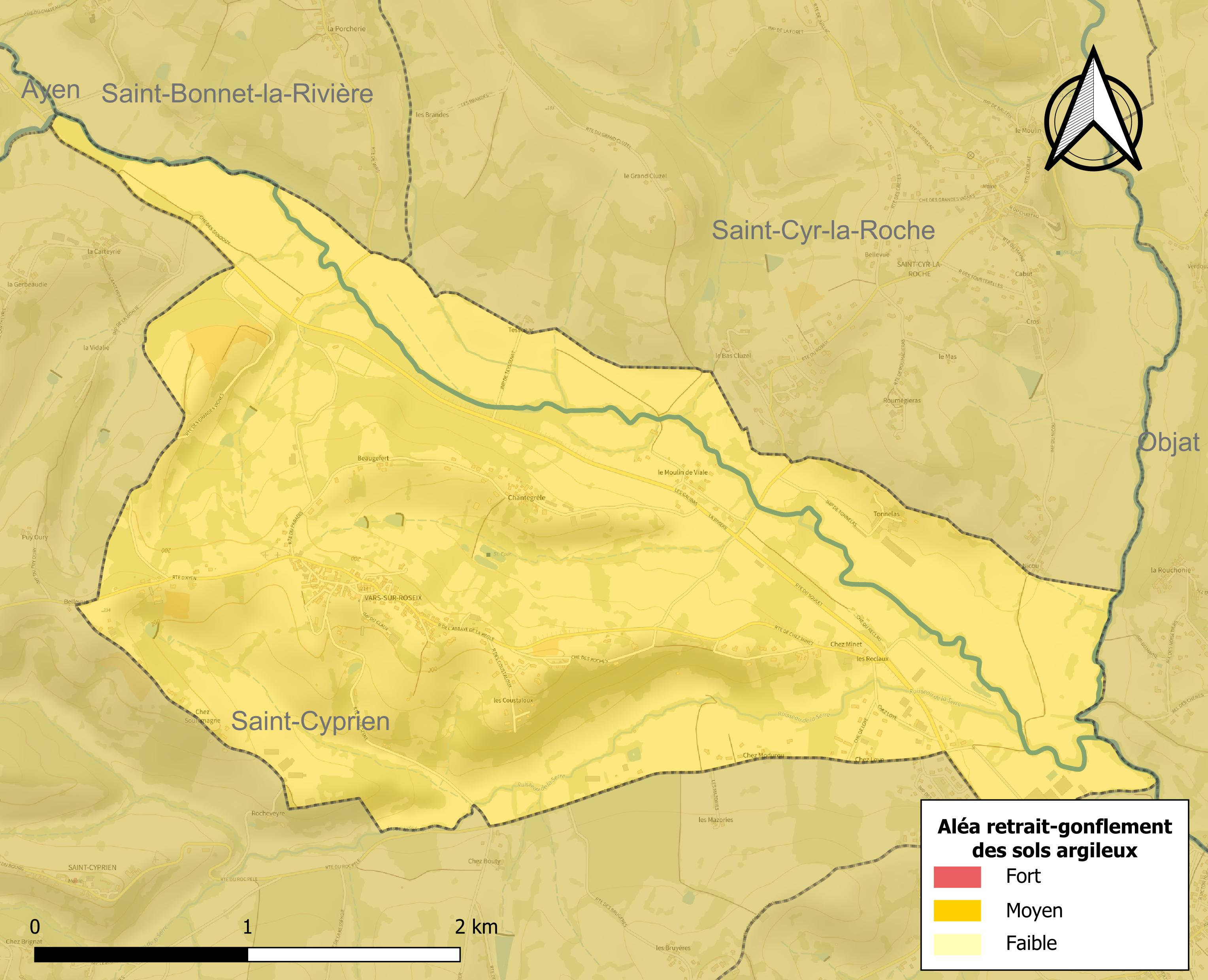
Carte des zones d'aléa retrait-gonflement des sols argileux de Vars-sur-Roseix.

La commune est vulnérable au risque de mouvements de terrains constitué principalement du retrait-gonflement des sols argileux. Cet aléa est susceptible d'engendrer des dommages importants aux bâtiments en cas d’alternance de périodes de sécheresse et de pluie. La totalité de la commune est en aléa moyen ou fort (26,8 % au niveau départemental et 48,5 % au niveau national). Sur les 190 bâtiments dénombrés sur la commune en 2019,  190 sont en aléa moyen ou fort, soit 100 %, à comparer aux 36 % au niveau départemental et 54 % au niveau national. Une cartographie de l'exposition du territoire national au retrait gonflement des sols argileux est disponible sur le site du BRGM,.
Concernant les feux de forêt, aucun plan de prévention des risques incendie de forêt (PPRIF) n’a été établi en Corrèze, néanmoins le code de l’urbanisme impose la prise en compte des risques dans les documents d’urbanisme. Le périmètre des servitudes d'utilité publique et des zones d'obligation légale de débroussaillement pour les particuliers est quant à lui défini pour la commune dans une carte dédiée. 

#### Risque particulier
Dans plusieurs parties du territoire national, le radon, accumulé dans certains logements ou autres locaux, peut constituer une source significative d’exposition de la population aux rayonnements ionisants. Certaines communes du département sont concernées par le risque radon à un niveau plus ou moins élevé. Selon la classification de 2018, la commune de Vars-sur-Roseix est classée en zone 3, à savoir zone à potentiel radon significatif. 

## Histoire
Située en haut d'une colline, ce qui permettait de surveiller facilement les environs, la commune fut le siège au Moyen Âge d'une importante abbaye de la Règle, qui dépendait de Limoges, dont seules quelques pierres demeurent aujourd'hui incorporées à un mur. Elle possédait un château, résidence du seigneur de Vars. La petite église romane de Vars, typique des environs avec son clocher-mur, est l'un des derniers vestiges de cette époque passée.
Par la suite, l'un de ses habitants se rendit tristement célèbre en perdant son honneur de marin dans le drame du radeau de la Méduse. On peut encore y admirer sa vaste maison.

## Politique et administration

### Administration municipale
| Période | Période  | Identité           | Étiquette | Qualité  |
| ------- | -------- | ------------------ | --------- | -------- |
| 1975    | 1995     | Jean Fanthou       |           |          |
| 1995    | 2014     | Jean-Paul Malaval  |           | Écrivain |
| 2014    | en cours | Christine Corcoral | DVD       | Cadre    |

### Intercommunalité
La commune fait partie de la Communauté d'agglomération du bassin de Brive.

## Démographie
| 1793 | 1800 | 1806 | 1821 | 1831 | 1836 | 1841 | 1846 | 1851 |
| ---- | ---- | ---- | ---- | ---- | ---- | ---- | ---- | ---- |
| 334  | 494  | 445  | 531  | 566  | 563  | 568  | 603  | 605  |

| 1856 | 1861 | 1866 | 1872 | 1876 | 1881 | 1886 | 1891 | 1896 |
| ---- | ---- | ---- | ---- | ---- | ---- | ---- | ---- | ---- |
| 599  | 582  | 613  | 587  | 599  | 570  | 582  | 540  | 602  |

| 1901 | 1906 | 1911 | 1921 | 1926 | 1931 | 1936 | 1946 | 1954 |
| ---- | ---- | ---- | ---- | ---- | ---- | ---- | ---- | ---- |
| 518  | 511  | 432  | 378  | 360  | 353  | 311  | 289  | 263  |

| 1962 | 1968 | 1975 | 1982 | 1990 | 1999 | 2005 | 2006 | 2010 |
| ---- | ---- | ---- | ---- | ---- | ---- | ---- | ---- | ---- |
| 221  | 211  | 227  | 257  | 280  | 254  | 283  | 285  | 323  |

| 2015 | 2020 | 2022 | - | - | - | - | - | - |
| ---- | ---- | ---- | - | - | - | - | - | - |
| 369  | 396  | 409  | - | - | - | - | - | - |

## Économie
L'économie de la commune repose essentiellement sur l'agriculture et plus précisément sur l'élevage bovin pour la production de viande (cf. Veau sous la mère).
Le village dispose d'une fromagerie qui s'est spécialisée dans la production de différents fromages frais au lait de vache ou de chèvre (en particulier "le varsois").
À la fin de la guerre d'Algérie, des pruniers d'Algérie ont été plantés massivement sur la commune. C'est ainsi que la prune de Vars s'est fait connaître en Corrèze.

## Lieux et monuments
- Le monument principal du village est l'église Saint-Benoît datant du XIIe s, dotée d'une châsse d'émail champlevé du XIIIe s (issue des ateliers de Limoges) qui contient les  reliques de saint Benoît, patron de la paroisse. L'une de ses caractéristiques est le décalage en façade de son oculus par rapport à la porte d'accès. Par ailleurs, son clocher est directement intégré au mur de la façade ; les deux cloches ont été refondues au XIXe siècle.
- La grande maison du capitaine de la Méduse est caractéristique du style architectural de certaines habitations du village.
- Encadrant d'étroites ruelles, les habitats traditionnels du centre de Vars sont de type semi-troglodyte, construits sur une base de grès rouge du Permien.
- La croix de Vignard devant l'entrée du cimetière du XVIIIe siècle est également remarquable.
- Le village a inauguré sa nouvelle salle des fêtes le 23 décembre 2007.

## Personnalités liées à la commune

### Nés à Vars-sur-Roseix
Hugues Duroy de Chaumareys, natif de Vars, est la personnalité la plus marquante de la commune. Choisi comme amiral par Louis XVIII pour la récupération du Sénégal et affecté à cette fin au commandement de la Méduse. Le navire quitte ses amarres à Bordeaux le 27 avril 1816. Mais l'inexpérience du commandant conduit à faire échouer son navire le 2 juillet 1816 sur le dangereux Banc d'Arguin, à 160 km des côtes africaines. Les hommes gradés embarquent les premiers sur les canots, chaloupe et radeau. Le 17 juillet, l'Argus rencontre le radeau sur sa route et sauve des rescapés. Sur les 395 marins et soldats embarqués, 10 furent sauvés du radeau de la Méduse et 3 de l'épave de la Méduse.
Le récit que firent les rescapés souleva une vive émotion au sein de l'opinion publique. La cour martiale jugea les officiers et condamna l'amiral à trois ans d'emprisonnement.  
L'histoire de son naufrage a été retranscrite dans la célèbre peinture de Théodore Géricault. Elle a également fait l'objet d'un film du même nom en 1998, avec Jean Yanne.
C'est aussi le village d'origine de la famille Freysselinard, aujourd'hui présente en France et en Argentine.

### Ayant vécu à Vars-sur-Roseix
- Jean-Paul Malaval, écrivain.
- Jean-Baptiste Nouvion, préfet de l'Empire avait pour aieux François (de) Nouvion[20], premier maire de Vars et notaire royal de Saint-Bonnet-la-Rivière (1765-1833) ainsi que François de Lansade (1750-1800), gendarme de la Garde du roi, seigneur de Saint-Bonnet-la-Rivière et co-seigneur d'Allassac
- Etienne Nouvion, écrivain enterré à Vars.
- baron Charles Frédéric Chassériau, architecte en chef de la ville d'Alger enterré à Vars.
- baron Victor Frédéric Chassériau, général mort à Waterloo enterré à Vars (son corps demeura sur le champ de bataille)

## Héraldique
| Blason de Vars-sur-Roseix | Blason  | Mi-parti : au 1er d'argent à trois fasces de gueules, au franc-canton d'argent au roc d'échiquier de gueules, au 2e vairé d'or et de gueules. |
| Blason de Vars-sur-Roseix | Détails | Le statut officiel du blason reste à déterminer.                                                                                              |